# Maslama (Vorname)
Maslama ist ein arabischer männlicher – selten auch weiblicher – Vorname.

## Herkunft
Maslama ist von dem Wort Salām abgeleitet, das unter anderem Gesundheit, Heil, Wohl; Frieden bedeutet und in der arabischen Grußformel „as-salāmu ʿalaikum“ (dt.: „Der Frieden auf Euch!“) verwendet wird.

## Verbreitung
Maslama ist in Deutschland nur wenig verbreitet. Nicht einmal einer von 100.000 Jungen erhält bei der Geburt diesen Namen.

## Namensträger
- Maslama ibn Abd al-Malik (685–738), arabischer Feldherr im 8. Jahrhundert
- Maslama al-Madschriti (gestorben um 1007), arabischer Gelehrter in Spanien
- Musailima, verächtliche Form von Maslama, ein zeitgenössischer Nachahmer des Propheten Mohammed
- Maslama ibn Hisham († 750), omajjadischer Prinz und Feldherr
- Maslama ibn Yahya al-Bajali (8. Jahrhundert), arabischer General und Gouverneur